# ناحیه شمینی
ناحیه شمینی (به عربی: دائرة شمینی) یک ناحیه در الجزایر است که در استان بجایه واقع شده‌است.